# 里克·扬
里克·扬（Ric Young，1944年—）是一位英国亞裔演员。他出生于吉隆坡，曾在皇家戏剧艺术学院接受演员培训，然后前往洛杉矶，在雪莉·溫特斯和李·斯特拉斯伯格的指导下學習方法演技。他曾在电视剧《特務A》 (2001-04)中 饰演李博士，以及在斯蒂芬·斯皮尔伯格的电影《魔宮傳奇》中饰演高菅人。